# أندرو فيرنر
أندرو فيرنر (بالإنجليزية: Andrew Werner)‏ هو لاعب كرة قاعدة أمريكي، ولد في 25 فبراير 1987 في بيوريا في الولايات المتحدة.

## وصلات خارجية
- أندرو فيرنر على موقع دوري كرة القاعدة الرئيسي (الإنجليزية)
- أندرو فيرنر على موقعبيزبول رفرنس.كوم (الدوري الرئيسي) (الإنجليزية)
- أندرو فيرنر على موقعبيزبول رفرنس.كوم (الدوري الثانوي) (الإنجليزية)
- أندرو فيرنر على موقع إي إس بي إن.كوم (أم.أل.بي) (الإنجليزية)
- أندرو فيرنر على موقع مشجعي الرسوم البيانية (الإنجليزية)